# Ответный ход Бульдога Драммонда
«Ответный ход Бульдога Драммонда» (англ. Bulldog Drummond Strikes Back) — американский детективный приключенческий фильм с элементами комедии режиссёра Роя Дель Рута, который вышел на экраны в 1934 году.
Фильм рассказывает о сыщике-любителе Хью «Бульдоге» Драммонде (Рональд Колман), который случайно обнаруживает труп в лондонской усадьбе принца Ахмеда (Уорнер Оуленд). Однако когда прибывает полиция, трупа уже нет, а хозяин дома утверждает, что его и не было. Тем временем в доме у детектива появляется очаровательная девушка Лола (Лоретта Янг), которая разыскивает своего пропавшего дядю. Драммонд берётся за оба дела и после серии запутанных и смертельно опасных приключений раскрывает преступную деятельность принца Ахмеда, который убил дядю Лолы и пытался незаконно ввезти в Англию крупную партию мехов, заражённых холерой.
Это шестой фильм про Бульдога Драммонда, первый из которых вышел в 1922 году. Этот фильм также является третьим звуковым фильмом про Драммонда, а также вторым и последним фильмом киносерии, в котором заглавную роль сыграл Рональд Колман.
Фильм получил высокую оценку критика «Нью-Йорк Таймс» Морданта Холла, назвавшего его «остроумным развлечением» с демонстрацией серии необычных и неожиданных событий, особенно отметив великолепную игру Рональда Колмана в заглавной роли.

## Сюжет
Английский детектив-любитель капитан Хью Драммонд, известный как «Бульдог» Драммонд (Рональд Колман), приезжает из Африки в Лондон на свадьбу своего друга Элджи (Чарльз Баттерворт). После свадебного ужина Драммонд встречает своего старого знакомого, инспектора Скотленд-Ярда Реджинальда Нильсена (Обри Смит), который к этому времени уже стал полковником и одним из руководителей лондонской полиции. Зная способность Драммонда создавать суету и шумиху каждый раз, когда он появляется в Лондоне, Нильсен просит детектива вести себя сдержанно и спокойно. Драммонд уверяет, что приехал в Лондон исключительно на свадьбу друга, после чего отправится в Сассекс, где собирается разводить мальвы. Нильсен, который живёт с Драммондом в одном доме, предлагает подвезти его, однако детектив отказывается, предпочитая пройтись пешком по окутанным туманам ночным улицам. По дороге Драммонд натыкается на случайного прохожего, который в тумане заблудился и не может найти дорогу. Драммонд направляется в ближайший дом, чтобы позвонить по телефону и вызвать заблудившемуся подмогу. Когда на стук дверь никто не открывает, детектив замечает, что она не заперта. Зайдя в дом, он обнаруживает в гостиной труп мужчины средних лет, распростёртый на диване перед горящим камином. Драммонд немедленно выходит на улицу, где находит патрульного полицейского. Когда они возвращаются к дому, то оказывается, что дверь заперта, и её открывает слуга. К Драммонду и полицейскому спускается хозяин дома, принц Ахмед (Уорнер Оулэнд), который категорически заявляет, что не видел в своём доме никакого трупа. Пройдя в гостиную, Драммонд видит, что огонь в камине потушен, а на месте мертвеца на диване спит какой-то человек. Драммонд извиняется за вторжение и вместе с полицейским уходит, но несколько минут спустя снова пытается проникнуть в дом, встречая на своём пути принца Ахмеда, который угрожающим тоном просит Драммонда прекратить его беспокоить. Драммонд уходит, подозревая, что что-то в этом деле не так. Вернувшись домой, он срочно приглашает к себе Элджи, который в этот момент готовится к первой брачной ночи, но по первому зову своего друга тут же приезжает к нему домой. Когда Драммонд рассказывает Элджи, что с ним произошло, к нему в дверь стучит очаровательная молодая дама по имени Лола Филд (Лоретта Янг), которая разыскивает полковника Нильсена. Войдя в квартиру Драммонда, Лола падает, теряя сознание. После того, как Драммонд укладывает её на диван и даёт глоток бренди, она приходит в себя. Когда Драммонд представляется как частный детектив и друг Нильсена, Лола рассказывает ему, что пришла к полковнику за помощью в розыске своего дяди, мистера Филда, который утром ушёл из гостиницы, в которой они остановились, и до сих пор не вернулся. Вчера она вместе с тётей и дядей прибыла из Бомбея на пароходе «Бомбейская дева». Далее Лола сообщает, что её дядя в течение пятнадцати лет проработал в Индии на принца Ахмеда. Однако недавно Ахмед приказал дяде продать всё его имущество в Индии, купить на вырученные деньги некий товар и доставить его на пароходе в Лондон. Лола однако не знает, что это за товар, предполагая, что, возможно, это меха. Далее она говорит, что сегодня утром дядя отправился к Ахмеду, чтобы передать ему какие-то материалы по поставке, а также важную зашифрованную радиограмму. После его ухода тётя обнаружила радиограмму дома и срочно послала с ней Лолу к принцу Ахмеду. Однако у принца Лоле заявили, что её дяди у них сегодня не было. После этого Лола стала его разыскивать, и в итоге решила обратиться в Скотленд-Ярд. Драммонд берёт Элджи и Лолу, немедленно направляясь в гостиницу, чтобы поговорить с тётей, которая успела прочитать радиограмму. Однако портье и управляющий гостиницы, которая, как выясняется позднее, принадлежит принцу Ахмеду, утверждают, что ни Лола, ни её дядя, ни её тётя никогда не останавливались в их гостинице, и они впервые видят Лолу. Тем временем люди Ахмеда, которые похитили тётю, пытаются выяснить у неё содержание телеграммы, однако она пребывает в шоке и не может ничего сказать. Получив от Лолы радиограмму, Драммонд поручает Элджи расшифровать её, а сам вместе с Лолой возвращается домой. Драммонду приходит к спящему Нильсену, пытаясь привлечь его к расследованию дела, однако тот считает, что никакого дела нет, тем более, что труп так и не нашли. Когда же Драммонд приводит его в свою квартиру, чтобы представить в качестве свидетеля Лолу, выясняется, что та неожиданно исчезла. Понимая, что всё крутится вокруг принца Ахмеда, Драммонд снова направляется к нему. Тем временем Ахмед сообщает Лоле, что её дядя мёртв и её постигнет та же участь, если она не отдаст ему радиограмму. Когда Лола заявляет, что передала её Драммонду, принц Ахмед требует немедленно разыскать детектива, однако Драммонд сам появляется на пороге дома Ахмеда. Вскоре появляется и Элджи с расшифрованной радиограммой, однако, поняв что её нельзя отдавать Ахмеду, проглатывает её. Тем временем Драммонд спасает Лолу и миссис Филд из заточения в доме Ахмеда, однако вскоре сам вместе с Элджи оказывается в заточении в его подвале. Когда Элджи пересказывает Драммонду расшифрованную им радиограмму, детектив догадывается, что, возможно, речь идёт о том, что груз по какой-то причине нельзя ввозить в страну. Расправившись с одним из подручных Ахмеда, Драммонд вместе с Элджи вырывается из подвала и пытается бежать, однако выстрелами принц Ахмед останавливает их. Угрожая убийством, он требует отдать ему радиограмму. Однако в этот момент неожиданно появляется полиция, которую направил Нильсен, чтобы она следила за Драммондом. Полицейские уводят Драммонда и Элджи, чтобы доставить их в участок. По дороге им удаётся сбежать, и на машине они стремительно направляются в порт, где «Бомбейская дева» уже прошла карантин, и в ближайшее время ее начнут разгружать. Тем временем Лола приходит к Нильсену, убеждая его, что корабль «Бомбейская дева» доставил в Англию некий незаконный груз, и просит срочно направить в порт полицию. К этому моменту Элджи с Драммондом уточняют расшифровку радиограммы, выясняя, что речь идёт о возможном заражении меха холерой. Драммонд пробирается на корабль и начинает искать груз, однако моряки по указанию прибывшего в порт Ахмеда пытаются его схватить. Детектив, однако, ускользает от них и поджигает груз корабля с заражёнными мехами. Когда прибывает полиция во главе с Нильсеном, Драммонд предъявляет доказательства того, что меха заражены холерой, и Ахмед сознательно ввёз их в страну. Ахмед сознаётся, что решил воспользоваться возможностью и заработать крупную сумму денег. Поэтому он поручил дяде Лолы продать всё своё имущество и купить на эти деньги дешёвые меха из Северного Китая и Сибири, которые собирался с большой выгодой продать в Англии. Когда уже во время транспортировки груза, выяснилось, что меха заражённые, принц дал указание продолжить путь и доставить их в Лондон. Поняв, что он проиграл, принц Ахмед стреляется прямо на глазах у Нильсена и Драммонда. Закончив это дело, Драммонд звонит Элджи и его невесте по телефону, приглашая их на свою свадьбу с Лолой.

## В ролях
- Рональд Колман — капитан Хью «Бульдог» Драммонд
- Лоретта Янг — Лола Филд
- Обри Смит — капитан Реджинальд Нильсен, он же Полковник
- Чарльз Баттерворт — Элджи, он же Мышонок
- Уна Меркел — Гвен
- Уорнер Оулэнд — принц Ахмед
- Миша Ауэр — Хассан
- Этель Гриффис — миссис Филд
- Дуглас Джеррард — Паркер, валет Драммонда
- Е. Е. Клайв — лондонский бобби

## Создатели фильма исполнители главных ролей
Рой Дель Рут был плодовитым режиссёром, который в период с 1916 по 1960 год поставил 80 фильмов, среди которых криминальная мелодрама «Мальтийский сокол» (1931), криминальные комедии «Безумная блондинка» (1931), «Маленький великан» (1933) и «Убийственная леди» (1933), мелодрама «Вход для персонала» (1933), музыкальная комедия «Это случилось на Пятой авеню» (1947) и мюзикл «Бухта Луны» (1951).
Британский актёр Рональд Колман трижды номинировался на «Оскар» за главные роли в фильмах «Осуждённый» (1929), «Бульдог Драммонд» (1929) и «Случайная жатва» (1942), и, наконец, завоевал «Оскар» как исполнитель главной роли в фильме нуар «Двойная жизнь» (1947). Среди других наиболее известных картин Колмана — историческая мелодрама «Повесть о двух городах» (1935), приключенческий фантастический фильм «Потерянный горизонт» (1937), приключенческий фильм «Узник замка Зенда» (1937) и романтическая комедия «Весь город говорит» (1942).
Лоретта Янг впервые появилась на экране в пятилетнем возрасте в 1917 году, после чего сыграла в общей сложности в 98 фильмах, среди которых драма «Герои на продажу» (1933), романтические мелодрамы «Вход для персонала» (1933) и «Крепость человека» (1933), фильм нуар «Чужестранец» (1946), а также фэнтези-комедия «Жена епископа» (1947). В 1948 году Лоретта Янг завоевала «Оскар» как лучшая исполнительница главной роли в романтической комедии «Дочь фермера» (1947), а в 1950 году была номинирована на «Оскар» в этой же категории за комедию «Приходи в конюшню» (1949). С 1953 по 1961 год Янг была ведущей, а также исполнительницей главной роли в популярном телесериале «Письмо к Лоретте». Этот сериал принёс актрисе три праймтаймовые премии «Эмми» и ещё пять номинаций на эту премию.
Актёр шведского происхождения Уорнер Оулэнд исполнил роль злодея Фу Манчу в трёх фильмах студии Paramount Pictures 1929—1931 годов, после чего появился в заметных ролях в двух престижных фильмах с Марлен Дитрих — в военной мелодраме «Обесчещенная» (1931) и в фильме нуар «Шанхайский экспресс» (1932). Однако более всего он прославился заглавной ролью детектива из Гонолулу Чарли Чана, которую сыграл в 16 криминальных фильмах студии 20th Century Fox в 1931—1937 годах.

## История создания фильма
Персонаж Хью «Бульдог» Драммонд был создан в 1920 году британским писателем Германом Сирилом Макнилом (англ.  Herman Cyril McNeile), писавшим под псевдонимом «Сапёр» (англ.  Sapper). В 1921 году в Лондоне был поставлен спектакль «Бульдог Драммонд» с сэром Джеральдом дю Морье (англ.  Gerald du Maurier) в заглавной роли. В 1921—1922 годах пьеса шла на Бродвее, после чего последовали гастроли по США.
Роман Макнила «Нокаут», который лёг в основу сценария этого фильма, впервые был опубликован серийно в лондонской газете Daily Mail в период с 15 февраля по 4 апреля 1933 года. В виде книги он был впервые издан 6 апреля 1933 года в Лондоне и 10 мая 1933 года в Нью-Йорке.
Как отмечено на сайте Американского института киноискусства, этот фильм был пятой картиной про Бульдога Драммонда и первой картиной про Бульдога, которая вышла в 1930-е годы. В данной информации однако не учитывается фильм студии Fox Film Corporation «Храмовая башня» (англ.  Temple Tower), который вышел в 1930 году между двумя фильмами с участием Рональда Колмана. Это второй и последний фильм из серии про Бульдога Драммонда, в котором заглавную роль сыграл Рональд Колман.
В новостях «Голливуд Репортер» отмечалось, что продюсер Дэррил Занук хотел арендовать у Metro-Goldwyn-Mayer Мирну Лой на главную женскую роль в этой картине, однако ни MGM, ни Лой, которая только что сыграла главную женскую роль в чрезвычайно успешной криминальной комедии «Тонкий человек» (1934), не проявили интереса к этому предложению.
Перед выходом картины студия опасалась, что в связи с вводом в действие Кодекса Хейса к картине могут возникнуть цензурные претензии, связанные с побочной историей о браке и первой брачной ночи Элджи. В этой связи продюсер Дэррил Ф. Занук направил письмо Джозефу И. Брину, директору Отдела по связям со студиями Ассоциации кинопроизводителей, в котором писал, что в Элджи «никто из зрителей не сможет увидеть персонажа, который может быть серьёзно связан с сексуальными проблемами». Занук заверил Брина, что ни одна из реплик Элджи не будет произнесена «таким образом, который может вызвать у аудитории ощущение, что он Казанова». После выхода фильма Брин направил письмо президенту Ассоциации кинопродюсеров Уиллу Хейсу, в котором заявил, что, по его мнению, фильм был «превосходной картиной Рональда Колмана, к сожалению, омраченной какой-то неприятной комедией о несостоявшемся женихе».
Фильм находился в производстве с 19 февраля до 7 апреля 1934 года и вышел на экраны 20 июля 1934 года.

## Оценка фильма критикой

### Общая оценка фильма
Как написал кинокритик «Нью-Йорк Таймс» Мордант Холл, этот фильм «представляет собой превосходное развлечение, столь же остроумное, как и его предшественник, в изображении своих экстравагантных событий». Как далее пишет критик, «несмотря на убийство и несколько похищений, это весёлая мелодрама, поскольку её сюжет часто остроумен, а события часто комичны».
По мнению современного историка кино Фрэнсиса Нэвинса, сюжет фильма предвосхищает хичкоковскую картину «Леди исчезает» (1938) и несколько тематически схожих рассказов Корнелла Вулрича, таких как «Все сразу, Алисы нет» и «Перст судьбы» (оба 1940). Как продолжает Нэвинс, в фильме вы не найдёте «ничего похожего» на то, что есть в романе Макнила «Нокаут» (1933). В первую очередь режиссер Рой Дель Рут и сценарист Наннэлли Джонсон «разгромили правую ксенофобию Макнила» и переделали Драммонда в «лихого, романтического, по сути, комедийного персонажа, все приключения которого разыграны с иронией».
Хэл Эриксон отмечает, что «параллельно с весьма запутанными сюжетными поворотами фильм содержит комический подтекст, связанный с постоянно прерывающейся первой брачной ночью Элджи и его невесты (Уна Меркел)».

### Оценка актёрской игры
Мордант Холл высоко оценил актёрскую игру в фильме. Он, в частности, написал, что Рональд Колман «вновь появляется в роли лихого британского сыщика-любителя, капитана Хью Драммонда, который, выслеживая банду преступников, снова проявляет то необычайное упорство, за которое получил прозвище Бульдог». При этом «мистер Колман даёт восхитительную и искусную игру» в самых различных ситуациях на протяжении всего фильма. «Бульдог Драммонд — ловкий парень, который с удивительным хладнокровием обращается с пистолетом и никогда не упускает возможности перехитрить своих врагов. То, как он спасает свою жизнь в определенные моменты, не что иное, как чудо. На то он и есть Бульдог Драммонд. Иногда даже кажется, что он знает, чего хочет от него автор».
Как далее отмечает Холл, «Обри Смит великолепен в роли инспектора Скотленд-Ярда, которому не дает спать страстный и упорный Драммонд», а «мистер Баттерворт получил роль, которая соответствует его неподражаемой склонности к комедии». По мнению Холла, «Уорнер Оулэнд дает ещё одну эффектную интерпретацию восточного злодейства», «Уна Меркел добавляет веселья фильму своей игрой в роли проблемной невесты Элджи», а «Лоретта Янг очаровательна в роли девушки, в которую влюбляется Драммонд».